# Bernard Huijbers
Bernardus Maria (Bernard) Huijbers (Rotterdam, 24 juli 1922 – Espeilhac (Roussennac, Frankrijk), 13 april 2003) was een Nederlands musicus, uitgetreden jezuïet en componist van kerkmuziek. Huijbers werd bekend door zijn composities bij liedteksten van Huub Oosterhuis. Sommigen beschouwen hem als een van de veroorzakers van de 'tweede beeldenstorm' en van de polarisatie die in de Nederlandse kerkprovincie in de laatste decennia van de 20e eeuw heeft plaatsgevonden. Hij was voorloper van een nieuwe stroming in de kerkmuziek, die niet alleen in de Katholieke Kerk wordt gezongen, maar ook zijn weg vond naar de Protestantse Kerk in Nederland. Ook in het buitenland, met name in België en Duitsland, wordt zijn muziek gezongen.

## Jezuïet
Hij was zoon van arts Bernardus Johannes Josephus Huijbers en Paulina Maria Martha van Pelt. Huijbers was lid van de Sociëteit van Jezus en werd in 1954 priester gewijd. Tijdens zijn opleiding studeerde hij bij Ernest Willem Mulder en behaalde zijn muziekdiploma in 1951. Daarna ging hij aan het Conservatorium van Amsterdam studeren waar hij in 1960 afstudeerde. Tot 1969 was hij muziekleraar aan het Sint-Ignatiuscollege in Amsterdam.
Vóór en tijdens het Tweede Vaticaanse Concilie (1962 - 1965) zette hij de eerste voorzichtige stappen naar componeren voor een Nederlandse liturgie. Hij wist zich daarin schatplichtig aan zijn leeftijdgenoot, de Franse componist en medejezuïet Joseph Gelineau (1920-2008).

### Buiten de orde
In 1973 verliet Huijbers, net zoals zijn collega Huub Oosterhuis in 1969, de Jezuïetenorde. Huijbers was onder andere misnoegd over het verbod van de provinciaal overste om nog langer medewerking te verlenen aan de initiatieven in de Amsterdamse Dominicuskerk. In die kerk, die later een oecumenische gemeente werd buiten de Katholieke Kerk, gingen gehuwde priesters voor. Thom Jansen, organist/pianist, werd toen op 16-jarige leeftijd door Huijbers aan het orgel gezet en speelde tot zijn pensionering in 2019 diens muziek in de Dominicuskerk.
Na dit concilie maakte hij naam, ook in het buitenland, als componist van vele liturgische liederen. Sindsdien wordt zijn muziek iedere week gezongen in katholieke en protestantse kerken.
Aan het protestantse Liedboek voor de Kerken uit 1973 (Uitgeverij Boekencentrum) leverde Huijbers vijf bijdragen. Later werden de protestantse kerken iets toegankelijker voor de vrije poëzie- en muziekvormen die Oosterhuis en Huijbers in hun liturgie aanreikten: onberijmde liederen, antifonale gezangen; zie ook Zingend geloven, 1-8. In het protestantse Liedboek van 2013 staan vijfenveertig titels op naam van Huijbers als componist en Oosterhuis als dichter.
In de Duitstalige landen worden zijn melodieën op teksten van Oosterhuis gebruikt, naast recenter werk van Oosterhuis dat o.a. door Antoine Oomen (1945) en Tom Löwenthal (1954) getoonzet is.

## Huiscomponist
Jarenlang was Huijbers 'huiscomponist' van de Amsterdamse Studentenekklesia en de vaste dirigent van het koor van de Sint-Dominicusparochie in de hoofdstad, voordien in de katholieke Thomaskerk in de Amsterdamse Rijnstraat. Eens in de maand zong een klein deel van zijn koor in het Huis van Bewaring, toen nog aan het Kleine-Gartmanplantsoen in Amsterdam, bij het Leidseplein. Zijn belangrijkste musicologische werk is Door podium en zaal tegelijk (1969). Huijbers ging in zijn composities uit van het gregoriaans en de klassieke polyfonie.

## "Contre l’Église"
In de jaren zeventig kwam de ex-priester steeds verder af te staan van zijn katholieke geloof en van de Katholieke Kerk, maar ook van zijn medestander in die jaren, Oosterhuis. Hij begreep steeds minder dat Oosterhuis vasthield aan een 'Gij' en 'God' en wilde ook geen teksten van Oosterhuis meer componeren. Oomen en Löwenthal namen de rol van Oosterhuis' 'huiscomponist' over.
Huijbers trouwde in 1975 met Annelou Koens en trok zich in 1978 terug in een huisje in Zuid-Frankrijk, dat hij Contre l’Église noemde. Hij ontwikkelde een atheïstische en a-christelijke spiritualiteit waarvoor hijzelf en zijn vrouw, samen met anderen de teksten leverden. Daarin sprak hij niet meer van een persoonlijke God, maar gebruikte hij in plaats daarvan beelden als het Al en het Geheel en de sterrenstof waarvan wij allen gemaakt zijn. In een interview met Trouw in 1989 zei hij: "Ik ben voorbij gegroeid aan God; zeker aan een persoonlijke God. Ik kan mij vreselijk opwinden over het gemak waarmee verstandige mensen van alles blijven toeschrijven aan een Gij."
Het echtpaar vestigde zich eind jaren zeventig in Frankrijk. Huijbers overleed op 80-jarige leeftijd op Palmzondag 2003 in zijn huis in het Zuid-Franse dorpje Espeilhac (departement Aveyron) aan kanker.

## Uitspraken
- "De koorhekken zijn gesloopt, de hele kerk is koorruimte geworden" (1969)

## Oeuvre (selectie)
- Door podium en zaal tegelijk. Hilversum, Gooi & Sticht, 1969. Geen ISBN
- Aan Gij voorbij. Het mysterie bezongen. Hilversum, Gooi & Sticht, 1989. ISBN 90-304-0491-4
- Met hart voor Gods nalatenschap. Aalsmeer, Dabar-Luyten, 1992. ISBN 90-6416-237-9
- Bernard Huijbers, incl. interview door G. van den Boomen. Aalsmeer, Luyten,1992 . ISBN 90-6416-236-0
- Ik geloof in het bestaan. Wat ik religie noem. Een rhapsodie. Heeswijk, Dabar-Luyten, 1999. ISBN 90-6416-353-7
- Bestaan ik heb je lief. (30 liederen). Aalsmeer, Dabar-Luyten, 1997. ISBN 90-6416-328-6
- Woord en muziek vanuit de stilte. Katwijk, Panta Rhei, 1999. ISBN 90-73207-82-7

## Links
- Katholiek Documentatie Centrum - persoonlijk archief B.M. Huijbers, 1943-2003

- Digitale Bibliotheek voor de Nederlandse Letteren: huij021
- Gemeinsame Normdatei: 134573374
- International Standard Name Identifier: 0000 0000 4416 119X
- Library of Congress Control Number: no2003074228
- MusicBrainz: d64bf8e1-3f04-452d-abc0-57e1574fafbd
- Nederlandse Thesaurus van Auteursnamen: 074463500
- Virtual International Authority File: 53842165
- WorldCat: E39PBJjMFy6vjdWbcF4rmFHKVC